# 原阿佐緒記念館
原阿佐緒記念館（はらあさおきねんかん）は、アララギ派の女流歌人であった原阿佐緒の記念館。宮城県黒川郡大和町宮床にある擬洋風建築の生家を改修し、1990年（平成2年）に開館された。玄関ポーチ脇には1961年（昭和36年）に建立された歌碑が設置されている。

## 概要
1988年（昭和63年）の「原阿佐緒生誕百年祭」などにより原阿佐緒の再評価の機運が高まり、1990年（平成2年）6月1日、「原阿佐緒記念館」が開館される。1999年（平成11年）、開館10周年を記念して全国公募による短歌を表彰する「原阿佐緒賞」が制定される。翌年6月、第1回の表彰式が行われ、以後毎年開催されている。2019年（令和元年）7月25日、阿佐緒の友人で記念館設立の功労者である歌人扇畑利枝の歌碑が記念館に設置され、除幕式が行われる。

## 展示品
歌集（初版本）、歌稿、日本画、着物などが展示されている。また私室も残されており見学できる。他に関係のあった石原純や与謝野晶子の手紙など。

## 利用案内
- 所在地：〒981-3624[5]　宮城県黒川郡大和町宮床字八坊原19-2[6]
- 開館時間：9:00～16:00[6]
- 休館日：毎週月曜日（休館日が祝日の場合翌日）、12月28日-1月4日[5]
- 入館料：大人210円、大学生160円、高校生・中学生110円、小学生以下無料[6]